# Leucopholis semperi
Leucopholis semperi är en skalbaggsart som beskrevs av Brenske 1896. Leucopholis semperi ingår i släktet Leucopholis och familjen Melolonthidae. Inga underarter finns listade.